# Mikroflora autochtoniczna wód
Mikroflora autochtoniczna wód – mikrobiom tworzony przez drobnoustroje naturalnie bytujące i rozmnażające się w środowisku wodnym.
Właściwe bakterie wodne to autotrofy i heterotrofy, zdolne do wzrostu nawet w obecności śladowych ilości substancji odżywczych. Można je spotkać w wodach o niewielkim stopniu zanieczyszczenia. Pod względem wymagań temperaturowych należą do mikroorganizmów psychrofilnych o optymalnej temperaturze wzrostu około 20 °C. W grupie mikroorganizmów najbardziej charakterystycznych dla środowiska wodnego znajdują się ruchliwe bakterie należące do rodzajów: Vibrio, Pseudomonas, Aeromonas, Selenomonas, Spirillum oraz bakterie nitryfikacyjne (Nitrosomonas europae, Nitrococcus mobilis, Nitrobacter winogradskyi), bakterie siarkowe i żelazowe.
W wodzie żyje wiele bakterii osiedlających się na podwodnych ciałach stałych. Są to bakterie stylikowe (Caulobacteriales) i bakterie nitkowate (Chlamydobacteriales). Tworzą one nieruchliwe przytwierdzone do podłoża nitki zbudowane z wydłużonych cylindrycznych komórek.
W mule dennym rozwija się zazwyczaj mikroflora beztlenowa, będąca głównym źródłem zanieczyszczeń ryb poławianych włókiem dennym: bakterie gnilne, bakterie rozkładające lignocelulozę.
W strefie przybrzeżnej drobnoustroje występują w tzw. postaci zespołu poroślowego, na który składają się okrzemki, zielenice, oraz bakterie siarkowe i pierwotniaki.